# 中国人民解放军黑龙江省军区
中国人民解放军黑龙江省军区，是中国人民解放军现属中央军委国防动员部的一个省级军区，管辖范围为黑龙江省。
1949年4月27日东北军区发布命令，黑龙江军事部和嫩江军事部合并为黑龙江军事部，驻齐齐哈尔市，松江军事部和合江军事部合并为松江军事部，驻哈尔滨市。1953年1月20日东北军区发布命令，黑龙江军事部改为黑龙江军区，松江军事部改为松江军区。1954年6月，根据中央人民政府《关于撤销大区一级行政机构和合并若干省市建制的规定》，遵照中央军委和东北军区的命令，黑龙江和松江军区合并组成新的黑龙江军区，驻哈尔滨市。1960年4月正式改称黑龙江省军区。

## 历任领导

### 历任司令员
- 黄经耀少将（1953年－1955年）
- 张开荆少将（1955年－1962年）
- 汪家道少将（1962年－1975年）
- 赵先顺少将（1975年－1983年）1988年9月被授予中将军衔
- 李德和（1983年－1985年）未授衔
- 邵昭少将（1985年－1990年）
- 唐作厚少将（1990年－1996年）
- 王贵勤少将（1996年－1997年）
- 李衡少将（1997年－2003年）
- 寇铁少将（2003年－2010年）
- 高潮少将（2010年－2012年）
- 盛斌少将（2012年－2015年）2016年1月被授予中将军衔
- 李雷少将（2015年－2018年）
- 夏俊友少将（2018年－2021年）
- 康建国少将（2021年－2022年）
- 范明磊少将（2022年－）[3]

### 历任政治委员
- 谢福林少将（1956年－1969年）
- 刘光涛少将（1969年－1976年）以沈阳军区副政治委员的身份兼任
- 赵兴元（1976年－1985年）1988年9月被授予中将军衔
- 马春娃少将（1985年－1993年）
- 宋凤鸣少将（2008年－2011年）
- 马学义少将（2011年－2015年）
- 王炳跃少将（2015年－2017年）
- 杨俊兴少将（2017年－2018年）
- 傅永国少将（2018年－2021年）
- 赵忠少将（2021年－）[4]

### 历任副司令员
- 张万春少将（1960年－1970年）
- 王少伯（1979年－1989年）1955年9月被授予上校军衔
- 郑海林少将（1990年－1996年）
- 金恩祥少将（2010年－2012年）
- 张代新少将（2012年－2014年）
- 刘文东少将（2014年－2017年）
- 邱月潮少将（2017年－2018年）
- 杨杰少将（2019年－）[5]